# 우에촌
우에촌(일본어: 上村)은 일본 구마모토현의 남서부 구마군에 있던 촌이다. 
2003년 4월 1일에 구마군 가미촌, 멘다정, 오카하루촌, 후카다촌의 5정촌이 대등 합병해 아사기리정이 성립하여 소멸하였다. 

## 역사
- 1889년 4월 1일 - 정촌제 시행에 의해 성립하였다.
- 1895년 12월 7일 - 미나고에촌을 편입하였다.
- 2003년 4월 1일 - 가미촌, 멘다정, 오카하루촌, 우에촌, 스에촌 후카다촌이 합병해 아사기리정이 되어 소멸하였다.

## 교통

### 도로
- 구마모토현도 제43호선
- 구마모토현도 제260호선

## 참고 문헌
- 角川日本地名大辞典編纂委員会, 『角川日本地名大辞典 43 熊本県』1987, 角川書店